# Dendera
Dendera (auch Dendara, Dandara, Dendrah; altägyptisch Iunet, Tantarer, Taentem; altgriechisch Τέντυρα Tentyra; arabisch دندرة, DMG Dandara) ist ein Ort im oberägyptischen Gouvernement Qina mit einem archäologisch bedeutenden Hathor-Tempel.
Dendera liegt etwas mehr als 55 km nördlich von Luxor am linken Ufer des Nil gegenüber der Stadt Kena (Kene) am Rande der Wüste. Die Ruinen der altägyptischen Stadt befinden sich in der Nähe des Ortes am Rande der Wüste auf einer Bergebene.

## Geschichte

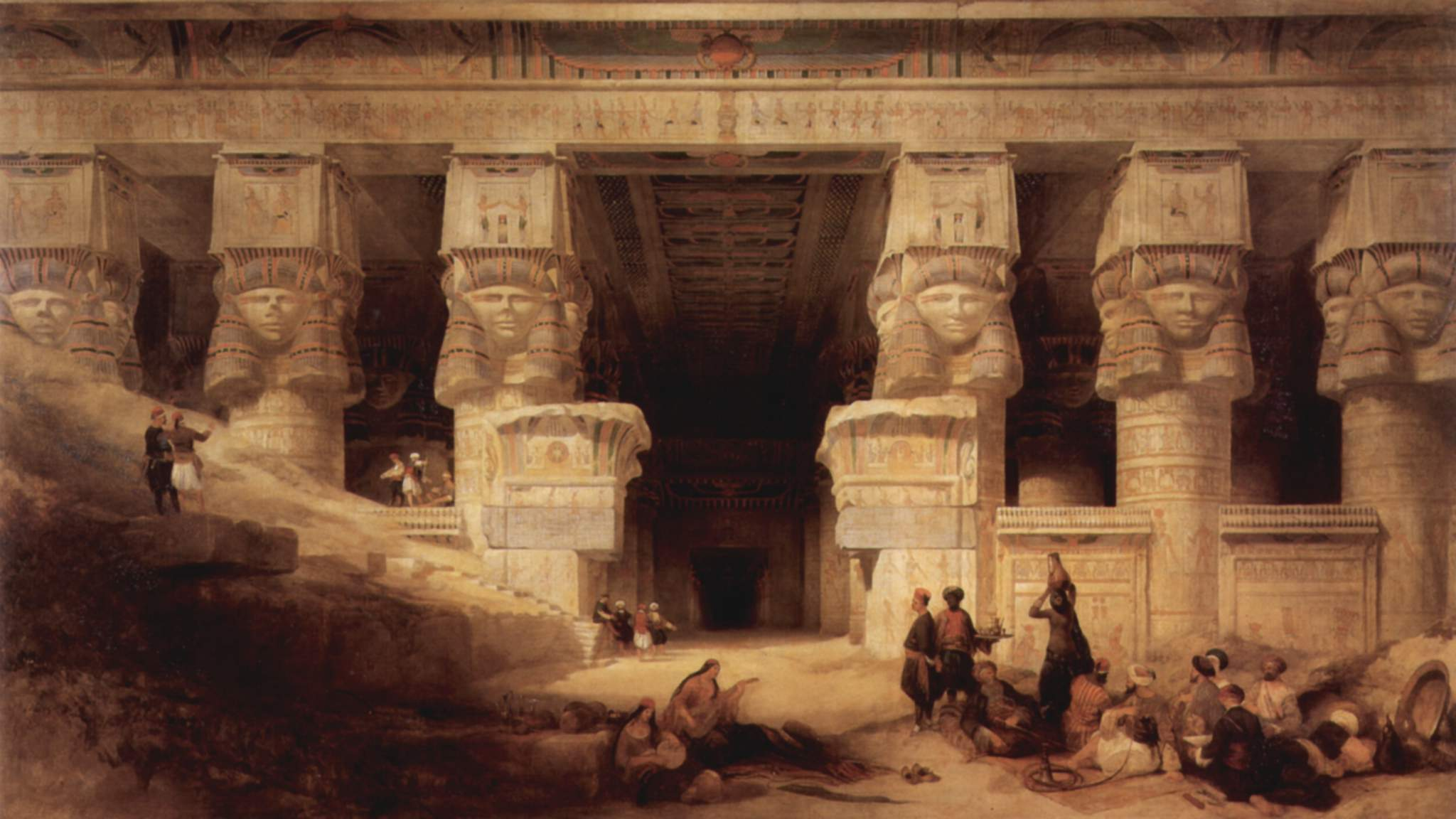
Gemälde von David Roberts

Die Geschichte des Ortes begann bereits in der prädynastischen Zeit. Dies wird dokumentiert durch einen uralten Friedhof unweit der Mauern um den Hathor-Tempel.
Dendera war die Hauptstadt des sechsten Gaues von Oberägypten, die Lokalgöttin war Hathor. Der Plan des Haupttempels geht auf Cheops zurück. Pepi I. restaurierte ihren Tempel später.
Bis zu Beginn der Ausgrabungen war der Tempel bis zur Hälfte im Wüstensand versunken, was viele der Fresken vor Bildersturm und Vandalismus bewahrte. Die oberen Räume wurden als Stallungen und Behausungen mit offenen Feuerstellen genutzt, weshalb die Decken noch immer rußgeschwärzt sind und die ehemalige Bemalung nicht rekonstruierbar ist.

## Ruinen

### Nekropole

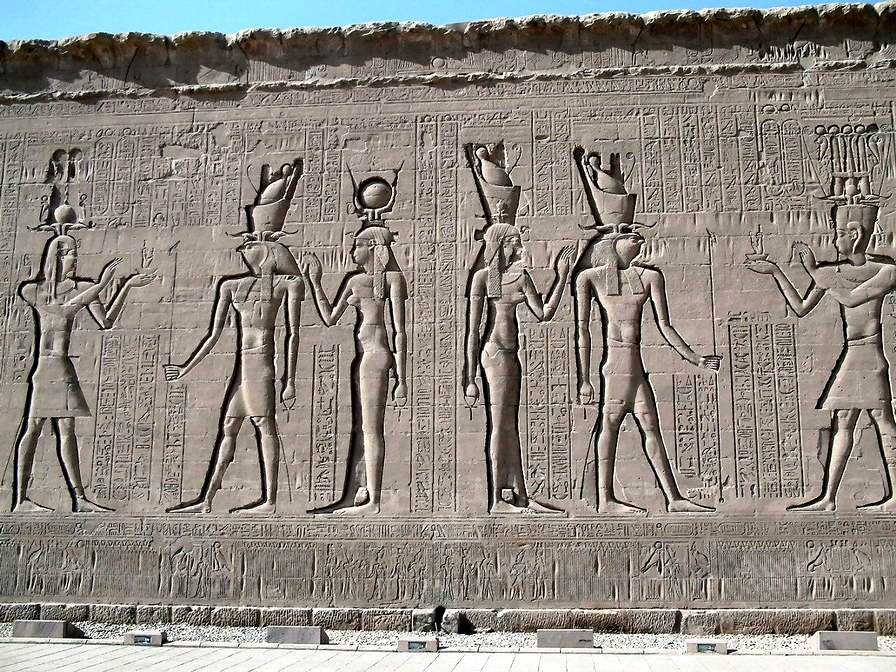
Außenmauer des Hathor-Tempels von Dendera

Hinter der Stadt, in der Wüste, befindet sich ein umfangreicher Friedhof. Diverse Grabungen erbrachten hier vor allem große Mastabas des späten Alten Reiches und der 1. Zwischenzeit. Diese Grabanlagen waren teilweise reich mit Inschriften dekoriert und sind eine wertvolle Quelle für diese Periode. Andere Grabanlagen datieren aus der ptolemäischen und römischen Zeit.

### Tempel von Dendera

#### Umfassungsmauern
Ursprünglich gab es drei Umfassungsmauern im Bezirk der Göttin Hathor, von denen lediglich diejenige für den großen Hathor-Tempel gut erhalten ist. Sie ist etwas mehr als 290 m lang, und 280 m breit, hat eine Basisbreite zwischen 10 und 12 m und erreicht eine Höhe von 10 m.

#### Hathor-Tempel

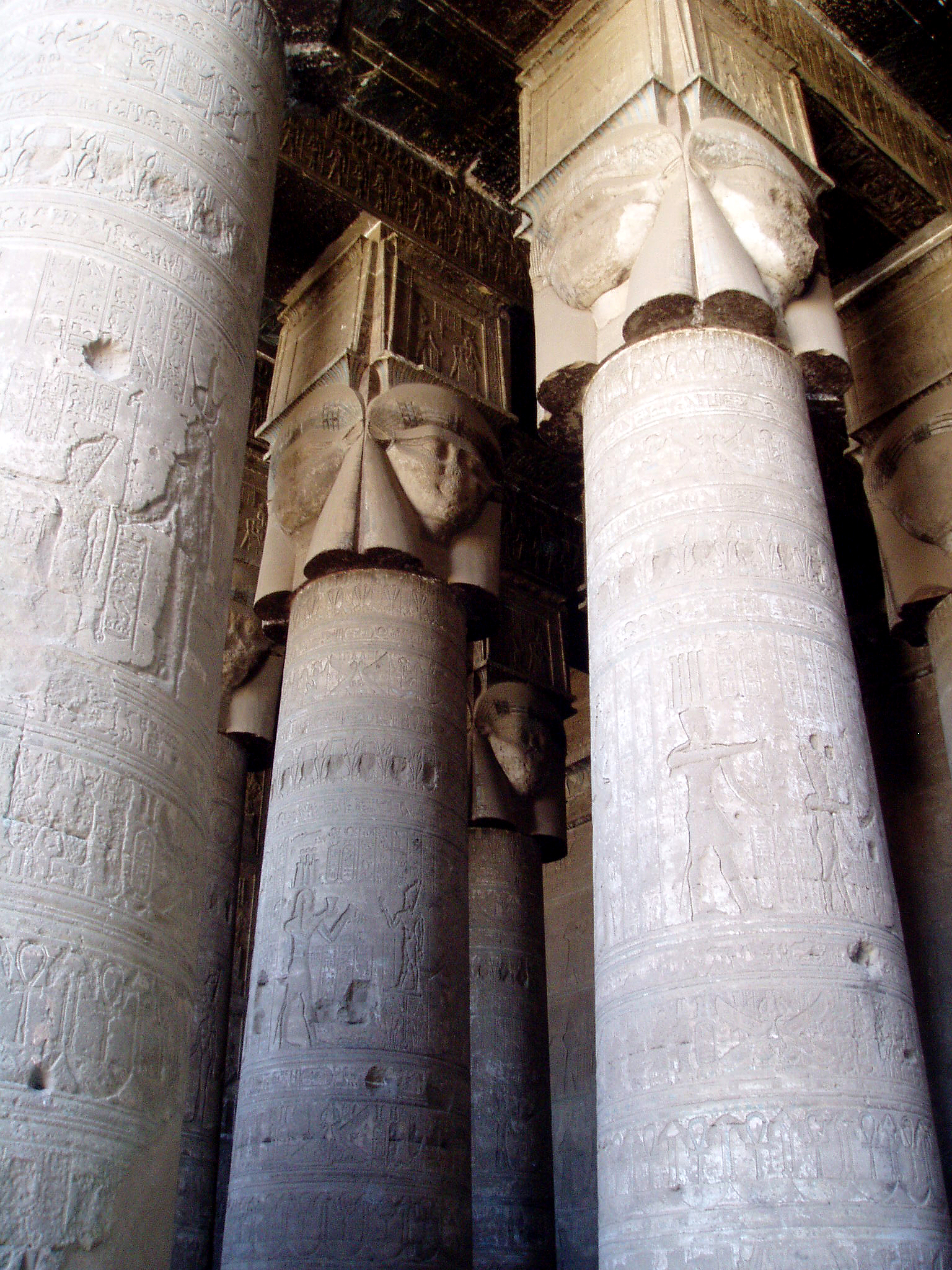
Die Säulenhalle des Tempels

Berühmt ist besonders ein der Hathor gewidmeter Tempel, der, zur Zeit der 6. Dynastie entstanden, später umgebaut wurde. Er ist nord-südlich orientiert und auf den Nil ausgerichtet. Seine sichtbare Gestalt erhielt er, als Kopie des uralten Heiligtums, unter den letzten Ptolemäern und ersten römischen Kaisern. Die Bauarbeiten am Tempel begannen unter den Ptolemäern und wurden erst bei den Römern abgeschlossen.
Das Gebäude, an dessen Vollendung 200 Jahre gearbeitet wurde, ist gut erhalten und ausgezeichnet durch die Einzigartigkeit der Architektur sowie durch Reichtum und saubere Ausführung der Bildwerke und Hieroglyphen. Wände und Säulen sind mit feinen Skulpturen ganz bedeckt. Die Wandskulpturen im Inneren stellen die Opfer darbringenden Kaiser Augustus, Tiberius, Claudius und Nero im altägyptischen Stil dar.
Durch das Portal führt der Weg in eine unter Augustus begonnene, unter Nero vollendete imposante Halle, die von 24 Säulen in vier Reihen getragen wird und im Inneren 27,5 m hoch und 43 m lang ist. Darauf folgen drei Säle von verschiedener Größe und ein von elf Zellen umgebenes Adyton. Der ganze Tempel hat eine Länge von 81 m und ist 34 m breit. Die Freilegung des Hathor-Tempels begann 1875 durch Johannes Dümichen.

#### Heiligtum der Isis und Mammisi
Neben der westlichen Ecke des großen Baues liegt ein kleines, unter Nero vollendetes Heiligtum der Isis, zu dessen Pylonen ein Dromos von 170 Schritt Länge führte. 90 Schritt nördlicher vom Heiligtum der Isis liegt das der Hathor gewidmete Mammisi (Geburtshaus), früher fälschlich Typhonium genannt.

#### Weitere Anlagen
Westlich des Tempels liegt der Heilige See, der mit Palmen bewachsen ist. Der unterirdisch angelegte Stollen zum Nil ist immer noch intakt und der Pegelstand kann in einem der beiden Stollenzugänge geprüft werden, weshalb man diese Einrichtung auch Nilometer nennt.
Hinter dem großen Hathor-Tempel befinden sich der Tempel der Isis und die Typhonien. Der Isis-Tempel ist sehr klein und steht hinter der Westecke des Hathor-Tempels. Er wurde unter Augustus gebaut und ausgeschmückt. Der zweite, größere Tempel steht im Norden des Hathor-Tempels und wurde unter Trajan errichtet. Einige Darstellungen dort stammen aus der Zeit von Hadrian und Antoninus Pius.

## Fragwürdige „Glühbirnen“ von Dendera

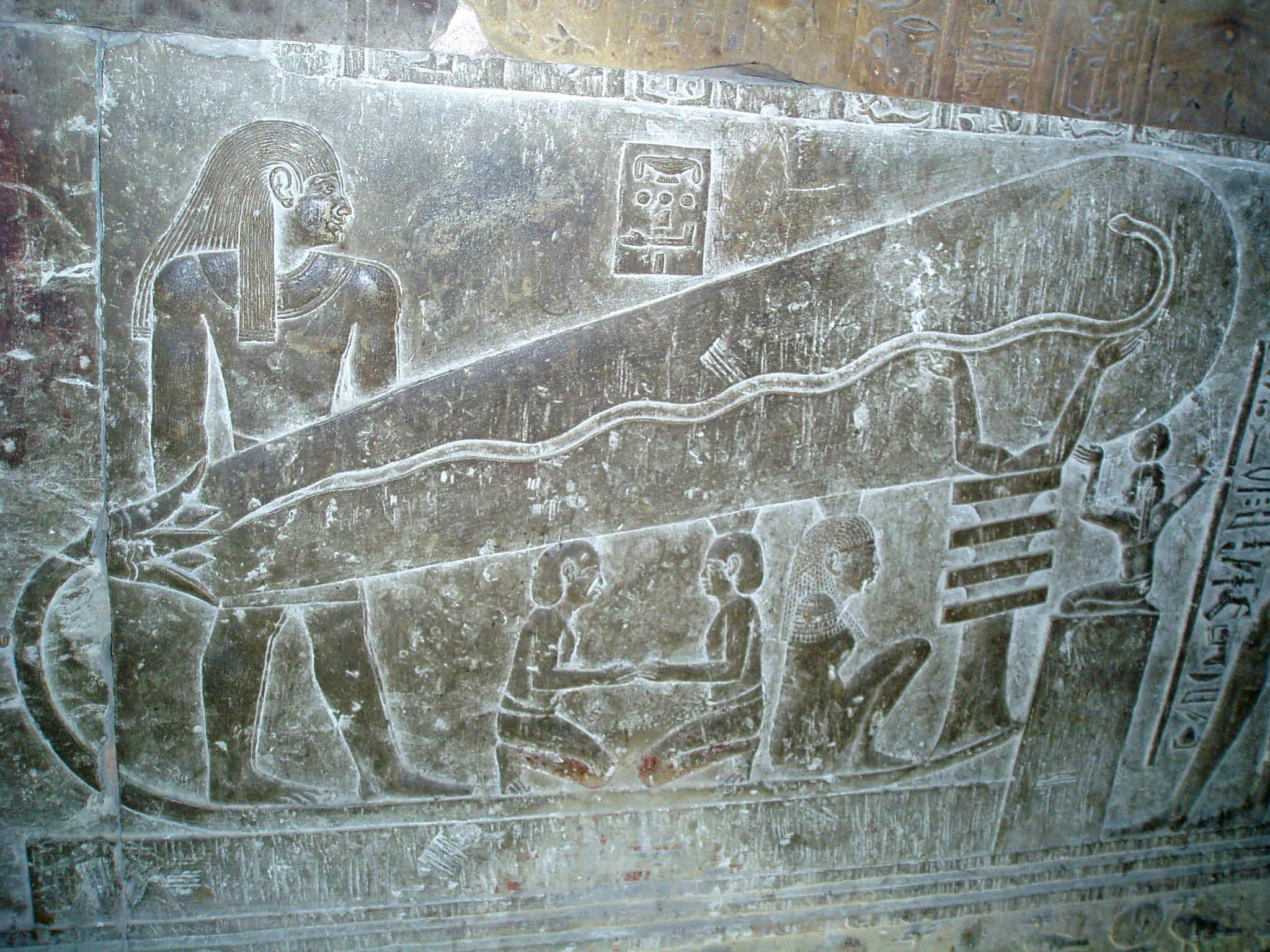
Umstrittene Darstellung einer „Glühbirne“ von Dendera

In der Ägyptologie wird eine Motivgruppe, die im Hathortempel an mehreren Stellen zu sehen ist, als Darstellung des „Gottes auf der Blüte“ interpretiert.
Manche bezeichnen diese Motivgruppe auch als „Glühbirnen von Dendera“, was Anlass ist für parawissenschaftliche Spekulationen zu der Frage, ob die alten Ägypter elektrisches Licht in Form von Glühlampen kannten.

## Tierkreise von Dendera
An der Decke der Halle des Haupttempels wurden während der Expedition Napoleons neben der riesenhaften Gestalt der Himmelsgöttin Nut (daher auch Himmelssaal genannt) zwei berühmte Tierkreise gefunden, von denen einer im Jahr 1820 von einem Franzosen ausgesägt wurde und seit 1822 in der ägyptischen Abteilung des Louvre in Paris ausgestellt wird. Frankreich hat später für Ägypten eine Kopie anfertigen lassen.

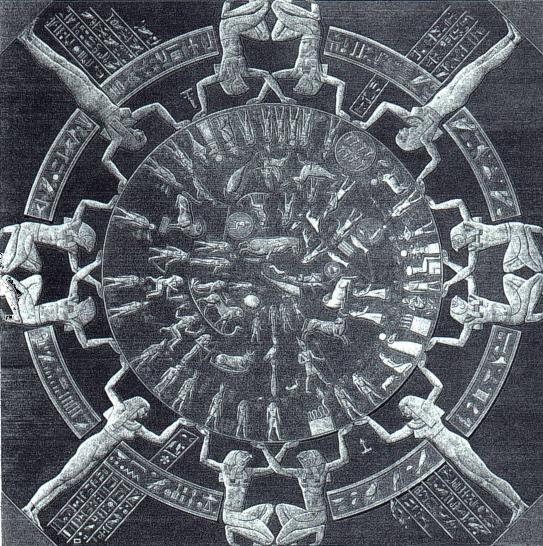
Tierkreiszeichen

Auf diesem Tierkreis erscheint der Löwe als Anfangszeichen nach dem Schnittpunkt von Ekliptik und Erdäquator. Von der Lage dieser Durchschnittspunkte hängt aber der Ort der Sonnenwende (Solstitium) ab, der immer in der Mitte von beiden liegen muss. Auf dem Tierkreis von Dendera ist er im Krebs verzeichnet. Aus dieser Abweichung vom gegenwärtigen Stand der Sonne glaubten die Wissenschaftler, auf das Alter dieses Tierkreises schließen zu können. Es ergab sich nur eine Differenz, je nachdem ob jenes Solstitium als Winter- oder als Sommersonnenwende betrachtet wurde.
Der Streit darüber hat die verschiedensten Behauptungen hervorgerufen, wie z. B. Fourier die Entstehung desselben zwischen 2500 v. Chr. und 2100 v. Chr., Lalande um 1300 v. Chr. oder 1200 v. Chr., Biot nicht vor 716 v. Chr. und Visconti nicht vor 328 v. Chr. setzt. Die Entdeckungen von Jean-François Champollion beendeten diese Spekulationen.

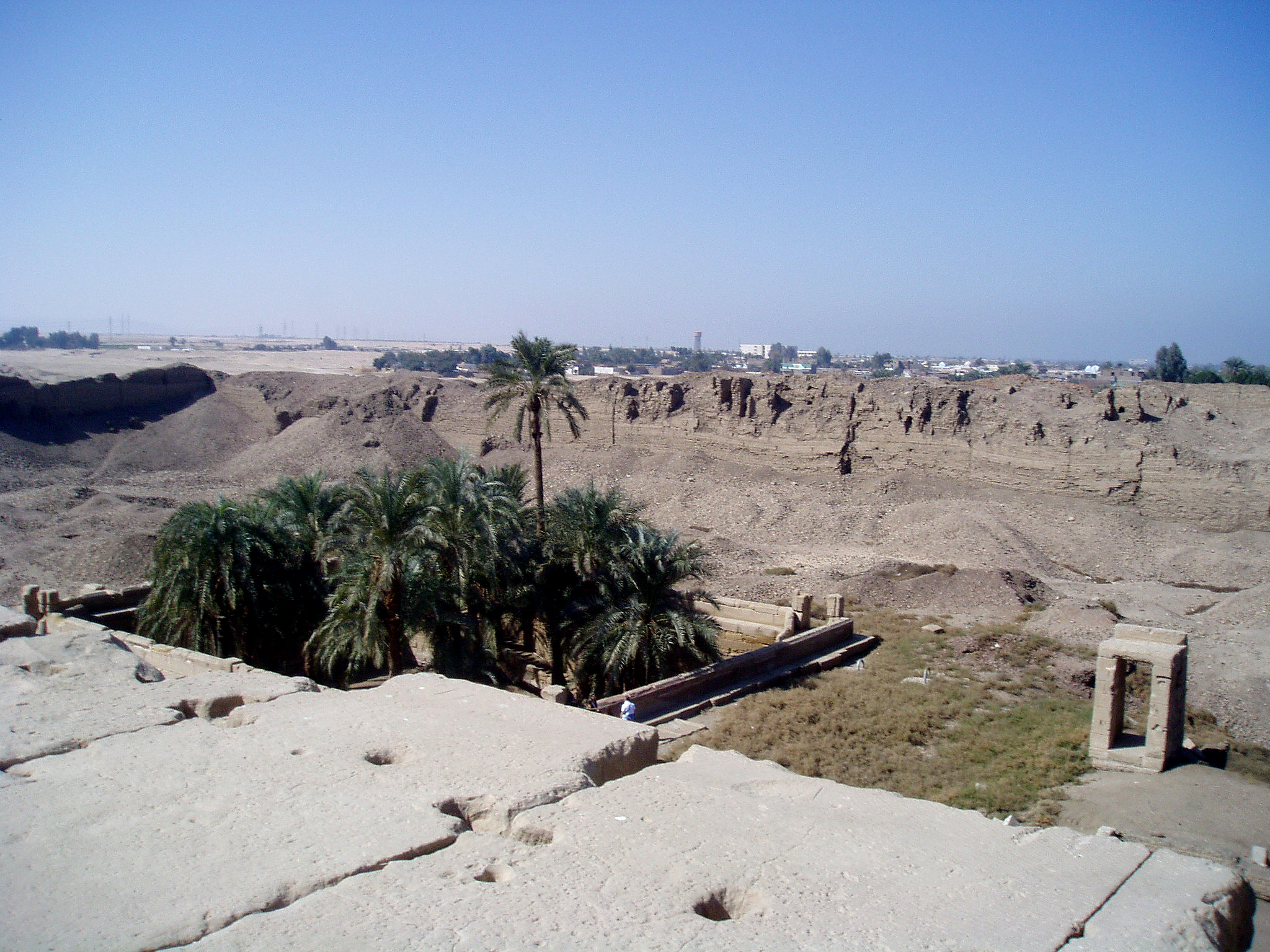
Heiliger See, vom Dach des Tempels aus gesehen

Nach Angaben des Louvre wird er auf 51 v. Chr. geschätzt, als Ptolemaios XII. (Theos Philopator Philadelphos Neos Dionysos) ihn neu anlegte, wie die Krypten des Unterhauses zeigen. Die Darstellungen stammen teilweise aus der Regierung der Königin Kleopatra, die auf der äußeren Hinterwand des Tempels zusammen mit ihrem Sohn Cäsarion in 4 m hoher Gestalt abgebildet ist.
Die Vorhalle des Tempels, die den zweiten Tierkreis enthält, wurde zwischen 32 und 37 n. Chr. von den Bewohnern Tentyras unter Kaiser Tiberius errichtet. Die Wandskulpturen des hinteren Tempels sind in der Regierungszeit von Kleopatra und Augustus, die des Pronaos unter Tiberius, Caligula, Claudius und Nero angefertigt worden.